# Нана Мускури
Нана Мускури (грч. Νάνα Μούσχουρη, рођена као Јоана Мусхури грч. Ιωάννα Μούσχουρη; Ханија, Крит, 13. октобар 1934) је грчка певачица. Са преко 300 милиона продатих копија на 12 различитих језика, сматра се једном од науспешнијих женских извођача свих времена.
Представљала је Луксембург на Песми Евровизије 1963. у Лондону са песмом “A force de prier”.
У периоду од 1994. до 1999. године је била један од грчких посланика у Европском парламенту испред Нове демократије, као део групе Европске народне странке.

## Биографија
Породица Мусхри живи у Хању, на Криту где њен отац Константинос ради као пројекциониста у једном локалном биоскопу. Нана са непуних три година се сели у Атину. Њено детињство пролази јако стресно због окупације Грчке од стране Немаца током другог светског рата. Нанини родитељи бурно раде како би послали своју талентовану децу у конзерваторијум. Када је напунила двааест година, почела је са учењем лепог певања и пијана. Студирала је осам година али је одлучила да напусти школу јер је мислела да нема талента. Убрзо примећује да има специфичан глас током певања што даје једну другачију ноту.

## Каријера
Дискографска каријера Нане Мускури почиње 1958. године након што је упознала грчког композитора Маноса Хађидакиса. Године, 1960. сели се у Париз. До данас снимила је преко 1500 различитих песама на енглеском, немачком, италијанском, јапанском, португалском и холандском језику. 
1963. године представља Луксембург на песми Евровизије под називом À force de prier. 23. марта 1963. године у Лондону представља ову баладу и гласањем стручног жирија заузима 8. место. Од 1968. до 1976. била је домаћин сопственог телевизијског програма у продукцији ББЦ-a.
Године 1984. пева познату песму групе Абба на француском језику на углед француских познатих певача као што су Миреј Матје и Мишел Тор. Нана је четврта певачица која је интерпретирала шведску песму на француском језику.

## Приватни живот
Нана је била је у браку од 1961. до 1975. године са музичарем и продуцентом Георгиосом Петсиласом са којим има два детета Хелен и Никола.
Од 1978. године, ступа у везу са Андејом Шапел који је био њен продуцент и са којим се венчава 2003. године. Године 2007. додата је на листи 300 најбогатих особа Швајцарске.

## Дискографија
- Nana Mouskouri Canta canciones populares griegas (1960)
- I megales epitichies tis Nana Mouskouri (1961)
- Ta prota mas tragoudia (1961)
- The White Rose of Athens (1961)
- Greece, Land of Dreams (1962)
- The Girl From Greece Sings (1962)
- Roses Blanches de Corfu (1962)
- Ce Soir A Luna Park (1962)
- Crois-Moi ça durera (1962)
- Un homme est venu (1963)
- Sings Greek Songs-Never On Sunday (1963)
- Celui Que j'aime (1964)
- The Voice of Greece (1964)
- Chante en Grec (1965)
- Nana Mouskouri et Michael Legrand (1965)
- Griechische Gitarren mit Nana Mouskouri (1965)
- Nana Mouskouri in Italia (1965)
- Nana's Choice (1965)
- Nana Sings (1965)
- An Evening with Belafonte/Mouskouri (1966)
- Le Cœur trop tendre (1966)
- Strasse der hunderttausend Lichter (1966)
- Nana Mouskouri in Paris (1966)
- Moje Najlepse grčke pesme -Yugoslavia- (1966)
- Pesme Moje zemlje -Yugoslavia- (1966)
- Un souvenir du congres (1967)
- Nana Mouskouri à'lOlympia (1967)
- Showboat (1967)
- Chants de mon pays (1967)
- Singt Ihre Grossen Erfolge (1967)
- Le Jour où la Colombe (1967)
- Nana (1968)
- What now my love (1968)
- Une soirée avec Nana Mouskouri (1969)
- Dans le soleil et dans le vent (1969)
- Over and Over (1969)
- The exquisite Nana Mouskouri (1969)
- Mouskouri International (1969)
- Grand Gala (1969)
- Verzoekprogramma (1969)
- Le Tournesol (1970)
- Nana Recital 70 (1970)
- Sings Hadjidakis (1970)
- Turn On the sun (1970)
- Bridge Over troubled water (1970)
- My favorite Greek songs(1970)*
- After Midnight (1971)
- A Touch of French (1971)
- Love story (1971)
- Pour les enfants (1971)
- Comme un soleil (1971)
- A place in my heart (1971)
- Chante la Grèce (1972)
- Lieder meiner Heimat (1972)
- Xypna Agapi mou (1972)
- Christmas with Nana Mouskouri (1972)
- British concert (1972)
- Une voix... qui vivent du coeur (1972)
- Spiti mou spitaki mou (1972)
- Presenting...Songs from her TV series (1973)
- Vieilles Chansons de France (1973)
- Chante Noël (1973)
- Day is Done (1973)
- An American album (1973)
- Nana Mouskouri au théatre des champs-Elysées (1974)
- Que je sois un ange... (1974)
- Nana's Book of Songs (1974)
- The most beautiful songs (1974)
- Adieu mes amis (1974)
- Le temps des cerises (1974)
- If You Love me (1974)
- The magic of Nana Mouskouri (1974)
- Sieben Schwarze Rosen (1975)
- Toi qui t'en vas (1975)
- Träume sind Sterne (1975)
- At The Albert Hall (1975)
- Quand tu chantes (1976)
- Die Welt ist voll Licht (1976)
- Lieder die mann nie vergisst (1976)
- Nana in Holland (1976)
- Songs of the British isles (1976)
- Love goes on (1976)
- Quand Tu Chantes(1976)
- An Evening with Nana Mouskouri (1976)
- Ein Portrait (1976)
- La récréation (1976)
- Passport (1976)
- Une voix (1976)
- Alleluia (1977)
- Glück ist wie ein Schmetterling (1977)
- Star für Millionen (1977)
- Geliebt und bewundert (1977)
- Lieder, die die Liebe schreibt (1978)*
- Nouvelles chansons de la Vieille France (1978)
- Les enfants du Pirée (1978)
- Roses and Sunshine (1979)
- Vivre au Soleil (1979)
- Sing dein Lied (1979)
- Kinderlieder (1979)
- Come with me (1980)
- Vivre avec toi (1980)
- Die stimme in concert (1980)
- Wenn ich träum (1980)
- Alles Liebe (1981)
- Je Chante Avec Toi, Liberté (1981)
- Ballades (1982)
- Song for liberty (1982)
- Farben (1983)
- Quand on revient (1983)
- La dame de cœur (1984)
- Athina (1984)
- I endekati entoli (1985)
- Ma vérité (1985)
- Alone (1985)
- Libertad (1986)
- Kleine Wahrheiten (1986)
- Tu m'oublies (1986)
- Why Worry? (1986)
- Only Love (1986)
- Love Me Tender (1987)
- Tierra Viva (1987)
- Du und Ich (1987)
- Par amour (1987)
- Classique (1988)
- A voice from the heart (1988)
- The magic of Nana Mouskouri (1988)
- Concierto en Aranjuez (1989)
- Tout Simplement 1&2 (1989)
- Weinachts Lieder (1989)
- Taxidotis (1990)
- Gospel (1990)
- Only Love: The Best of Nana Mouskouri (1991)
- Nuestras canciones 1&2 (1991)
- Am Ziel meiner Reise (1991)
- Côté Sud - Côté Cœur (1992)
- Hollywood (1993)
- Falling in Love again (1993)
- Dix mille ans encore (1994)
- Agapi in'i zoi (1994)
- Nur ein Lied (1995)
- Nana Latina (1996)
- Hommages (1997)
- Return to Love (1997)
- The Romance of Nana Mouskouri (1997)
- Concert for peace (1998)
- Chanter la vie (1998)
- As time goes by (1999)
- The Christmas Album (2000)
- At Her Very Best (2001)
- Erinnerungen (2001)
- Songs the whole world loves (2001)
- Fille du soleil (2002)
- Un bolero Por Favor (2002)
- Ode to Joy (2002)
- Nana Swings (2003)
- Ich hab'gelacht, ich hab'geweint (2004)
- L'Integrale/Collection-34 CD Box Set (2004)
- A Canadian Tribute (2004)
- I'll Remember You (2005)
- Complete English Works/Collection-17 CD Box Set (2005)
- Moni Perpato (2006)
- Nana Mouskouri (Gold) (2 CD) (2006)
- Le Ciel est Noir - les 50 plus belles chansons (3 CD) (2007)
- The Ultimate Collection (2007)
- Les 100 plus belles chansons (5 CD) (2007)
- 50 Hronia Tragoudia (50 Years Of Songs)
- Alma Latina Todas sus grabaciones en español (5CD) (2008)
- The Best Of (Green Series) (2008)
- The Very Best Of (Readers Digest 4 CD-Box) (2008)
- The Ultimate Collection (Taiwan) (2CD) (2008)
- 'The Greatest Hits: Korea Tour Edition (2 CD-Box) (2008)
- Nana Mouskouri - Best Selection" (2009)
- Nana sings (reissue) (2009)
- Nana Mouskouri : Les hits (2009)
- Meine Schönsten Welterfolge vol. 2" (2CD) (2009)
- Les n°1 de Nana Mouskouri (Edition Limitée): (2CD) (2009)
- La mas completa coleccion (2009)
- Nana Mouskouri I (2009)
- Nana Mouskouri : Highlights 娜娜穆斯库莉:精选" (2010)
- As time goes by (Nana Mouskouri sings the Great Movie Themes)" (2010)
- The Danish Collection" (2010)
- Nana Jazz" (2010)

## Награде
- Награда World of Children de l'US Fund for UNICEF (1997), remis par Harry Belafonte
- Наград pour l'ensemble de son œuvre (Athènes, 2003)
- Награда УНИЦЕФ-а (2003)
- Награда УНИЦЕФ-а за доброту (2003)
- Награда града Париза
- Златна медаља града Атине

## Публикације
- Chanter ma vie, едитор Bernard Grasset, Paris, 1989, 283 p.-16 p. de planches illustrées, ( 2-246-39211-X).
- La Fille de la chauve-souris :мемоар (колаборација са француским писцем Лионел Дурој), XO éditions, Paris, 2007, 430 p.-32 p. de planches illustrées,  978-2-84563-311-7.
- Аутобиографска абецеда : Itinéraire intime, éditions Le Cherche midi, Paris, septembre 2013,  9782749130989.